# Sunitha Krishnan
Sunitha Krishnan (Bangalore, 1972) es una activista social india y funcionaria principal y cofundadora de Prajwala, una organización no gubernamental que rescata, rehabilita y reintegra a la sociedad a las víctimas del tráfico sexual.
Krishnan trabaja en la lucha contra la trata de personas y la política social. Su organización, Prajwala, alberga a mujeres y niños rescatados y ha creado uno de los mayores hogares de rehabilitación del país. Hace posible que las organizaciones de las ONG gestionen conjuntamente una serie de servicios de protección y rehabilitación para las mujeres y los niños que han sido objeto de trata con fines de explotación sexual comercial. Fue galardonada con el cuarto premio civil más alto de la India, el Padma Sri, en 2016.

## Primeros años
Krishnan nació en Bangalore, de padres malayos Palakkad Raju Krishnan y Nalini Krishnan. Recorrió la mayor parte del país desde muy temprano mientras viajaba de un lugar a otro con su padre, quien trabajaba con el Departamento de Topografía haciendo mapas para todo el país.
La pasión de Krishnan por el trabajo social se manifestó cuando, a la edad de ocho años, comenzó a enseñar danza a niños con problemas mentales. A la edad de doce años, dirigía escuelas en barrios marginales para niños desfavorecidos. A la edad de quince años, mientras trabajaba en una campaña de neoalfabetización para la comunidad dalit, Krishnan fue violada en grupo por ocho hombres. No les gustó que una mujer interfiriera en lo que ellos decían que era "la sociedad de los hombres". La golpearon tanto que quedó parcialmente sorda de un oído. Este incidente la impulsó en su actividad actual.
Krishnan estudió en las escuelas del gobierno central en Bangalore y Bután. Después de obtener una licenciatura en ciencias ambientales del St. Joseph's College en Bangalore, Krishnan completó su MSW (médico y psiquiátrico) en Roshni Nilaya, Mangalore.

## Carrera
En 1996, Krishnan, que se había convertido en una ardiente activista, fue arrestada - junto con más de una docena de otros activistas - por protestar contra la realización del concurso de Miss Mundo en Bangalore, su ciudad natal. Como tuvo un papel de liderazgo en la organización de las protestas, Krishnan estuvo bajo custodia judicial durante dos meses. Krishnan declaró que sus padres nunca estuvieron de acuerdo con ella. Krishnan se asoció con el hermano Varghese Theckanath, un activista social, miembro de los Hermanos Montfortianos de San Gabriel, que fundó la Red de Iniciativa Popular (PIN) en Hyderabad para trabajar con la gente de los barrios bajos. Krishnan había conocido a Varghese Theckanath durante una conferencia sobre la globalización que había organizado en Mumbai. 
Cuando Krishnan fue liberada de la cárcel después de dos meses, se dio cuenta de que sus padres no apoyaban su estilo de vida. Para poder empezar de nuevo, Krishnan decidió mudarse a Hyderabad, para unirse a PIN como Coordinadora del programa para mujeres jóvenes. Krishnan se involucró pronto en los problemas de vivienda de los habitantes de los barrios bajos. Cuando las casas de las personas que vivían en el río Musi de la ciudad fueron demolidas para un proyecto de "embellecimiento", se unió a la campaña de derechos da la vivienda de PIN, organizó protestas y detuvo el proyecto. En Hyderabad conoció al Hermano José Vetticatil, quien era entonces Director de la Ciudad de los Muchachos, una institución católica dirigida por los Hermanos Montfortianos de San Gabriel, que rehabilitaba y capacitaba a jóvenes en riesgo, proporcionándoles habilidades vocacionales que les permitían conseguir buenos trabajo en la India y en el extranjero. Esto fue en 1996. 

### Prajwala
En 1996, las trabajadoras del sexo que vivían en Mehboob ki Mehandi, una zona roja de Hyderabad, fueron evacuadas. Como resultado, miles de mujeres, que quedaron atrapadas en las garras de la prostitución, se quedaron sin hogar. Habiendo encontrado una persona con ideas afines en el hermano José Vetticatil, un misionero, Krishnan comenzó su trabajo creando una escuela de tránsito en el burdel abandonado para evitar que la segunda generación cayera también en la trata. En sus primeros años, Krishnan tuvo que vender sus joyas e incluso la mayoría de sus utensilios domésticos para poder llegar a fin de mes en Prajwala.
Hoy en día, Prajwala se apoya en cinco pilares: prevención, rescate, rehabilitación, reintegración y promoción. La organización presta apoyo moral, financiero, jurídico y social a las víctimas y se asegura de que los autores de los delitos sean llevados ante la justicia. Hasta la fecha, Prajwala ha rescatado, rehabilitado o atendido a más de 12.000 supervivientes de la trata sexual, y la escala de sus operaciones la convierte en el mayor refugio contra la trata del mundo.

El almacén de energía y optimismo que es ella, el entusiasmo de la Sra. Krishnan se contagia fácilmente también a los que la rodean. Como dice una antigua compañera de trabajo, "trabajar con Sunitha es como una experiencia de aprendizaje constante, con ella lanzando constantemente desafíos, instando al personal a aprovechar su potencial". No sólo supervisa sino que también es mentora de su personal en todas las esferas del trabajo y de la vida. Su eterna esperanza, su pasión, su lucha incesante por alcanzar las metas establecidas para ella misma y para Prajwala (en realidad sinónimos) inspira también al equipo a mantenerse enfocado en la causa"

El programa de prevención de "la segunda generación" de la organización opera en 17 centros de tránsito y ha ayudado a evitar que miles de niños de madres prostituidas entren en el comercio del sexo. Prajwala también administra un hogar de refugio para niños rescatados y adultos víctimas de tráfico sexual, muchos de los cuales son VIH positivos. Krishnan no solo lidera estas intervenciones, sino que también ha encabezado un programa de rehabilitación económica que capacita a los sobrevivientes en carpintería, soldadura, impresión, albañilería y limpieza.
Prajwala tiene más de 200 empleados, pero Krishnan dirige la organización como voluntaria a tiempo completo, una decisión que tomó muy pronto en su vida. Se mantiene a sí misma, con la ayuda de su marido, escribiendo libros y dando discursos y seminarios sobre el tráfico de personas en todo el mundo. Está casada con el Sr. Rajesh Touchriver, un cineasta, director de arte y guionista indio, que ha hecho varias películas en colaboración con Prajwala. Una de las películas, Anamika, forma parte ahora del plan de estudios de la Academia Nacional de Policía, mientras que otra, Naa Bangaaru Talli, ganó 3 premios nacionales en 2014.

### Política social
En 2003, Krishnan redactó recomendaciones para la rehabilitación de las víctimas de la trata sexual en Andhra Pradesh, las cuales fueron aprobadas por el gobierno estatal como una política de rescate y rehabilitación de las víctimas de la trata para la explotación sexual comercial vide GO MS 1. Los estados de Karnataka, Maharashtra, Tamil Nadu, Bengala Occidental, Uttar Pradesh y Delhi están tomando nota de las estrategias de Krishnan para introducir similares políticas de rescate. 
La Sra. Krishnan fue nombrada asesora de la política de Nirbhaya del Gobierno de Kerala para las mujeres y los niños en la lucha contra la violencia sexual y la trata de personas en 2011. El plan, que fue originalmente redactado por Krishnan, está coordinado por varios departamentos gubernamentales como el de bienestar social, SC/ST, policía, salud, trabajo y autogobierno local en colaboración con las ONG. Sin embargo, renunció a su cargo de asesora el 4 de agosto de 2014, expresando su angustia y frustración por la falta de voluntad política para aplicar la política de Nirbhaya. En marzo de 2015, en un "movimiento de arrepentimiento" el gobierno volvió a integrar a Sunitha Krishnan en su esquema de Nirbhaya dándole más poder de decisión a través del papel de Directora Honoraria.
En los Estados Unidos, la Sra. Krishnan se ha reunido en auditorios llenos de estudiantes para concienciar, advertirles de que no se involucren en la industria e inspirar un nuevo activismo No sólo encabezó la primera campaña estatal contra la trata sexual dirigida a las adolescentes en colaboración con el gobierno estatal y varios organismos internacionales de financiación, sino que también lanzó la campaña Hombres contra la Demanda con el lema: "Los hombres de verdad no compran sexo", que ha llegado a 1.800 millones de personas en todo el mundo.
También fue nombrada miembro de la Comisión Estatal de Mujeres de Andhra Pradesh y contribuyó al nuevo proyecto de ley sobre violación de la India, que fue aprobado en el Parlamento en 2013 para aumentar las medidas punitivas por la violencia y las agresiones sexuales

### Defensa jurídica
Con su experiencia personal en muchas redadas, Krishnan es consciente de que sin una política estatal significativa, el trabajo social o el activismo a nivel micro es insuficiente para que pueda llegar a ser útil. Por lo tanto, se dedica a su tarea de forjar alianzas con varios departamentos de policía, especialmente con la Célula de Protección de Mujeres, la Unidad Antitráfico de Seres Humanos. Krishnan inició el primer Centro de Asesoramiento en Crisis en la Estación de Policía de Afzalgunj, un proyecto piloto de colaboración entre la policía y las ONG para interceptar el tráfico sexual. Ha persuadido al gobierno de Andhra Pradesh para que trabaje con ella en la lucha contra este crimen organizado y ha ayudado a conseguir la condena de más de 150 traficantes.
Krishnan también ha realizado talleres de sensibilización para miles de altos oficiales de policía, jueces, fiscales y miembros del Comité de Bienestar del Niño para equiparlos con la comprensión y las habilidades necesarias para manejar eficazmente los casos de trata de personas y abogar por tribunales adaptados a los niños. Como resultado, el personal de la policía, desde los superintendentes hasta los subinspectores, han recibido capacitación sobre cómo combatir el delito y atender las necesidades psicosociales de las víctimas durante y después del rescate.
A través de su Litigio de Interés Público 56/2004, ha podido abogar por una legislación integral para combatir la trata. Actualmente, el Gobierno de la India está redactando el proyecto de ley integral de lucha contra la trata de acuerdo con las instrucciones del Tribunal Supremo.
En otro esfuerzo innovador, fue pionera de la Campaña #ShameTheRapist, que fue tomada como un caso de oficio por la Corte Suprema y que ha sacado a la luz por primera vez la horrenda tendencia de hacer y circular videos de violaciones. En una primera medida de este tipo, la CBI está investigando 9 videos que Sunitha Krishnan presentó a la Corte Suprema.

### Alcance en los medios de comunicación
En 2009, Krishnan dio un discurso durante una conferencia oficial de TED India sobre la causa del tráfico de personas en el Campus Infosys de Mysore, que desde entonces ha sido visto por más de 2,5 millones de espectadores en todo el mundo. 
 " La audiencia escuchó con dolor algunas de las historias de las más de 3.200 niñas que ella ha rescatado, niñas que habían soportado una tortura inimaginable y, sin embargo, de alguna manera, sin embargo, encontraron la voluntad de sanar y prosperar... Su voz fuerte y su poderoso lenguaje corporal aseguran que nadie pueda afirmar haber entendido mal sus puntos." 
 Su aparición en julio de 2012 en el programa de televisión de Aamir Khan, Satyamev Jayate, fue decisiva no sólo para conseguir muchos fondos, sino también para establecer contactos con propietarios de empresas dispuestos a proporcionar puestos de trabajo a los supervivientes. También apareció en los programas la prueba abierta en Corazón Abierto con RK que llegó a millones de espectadores telugu en todo el mundo. Además, Krishnan sensibilizó a más de 3.000 corporaciones a través de las conferencias INK y The Indus Entrepreneurs (TiE), que tuvieron un profundo impacto en los asistentes.

### Realización de películas
Al principio de su carrera, Krishnan realizó algunas películas como una herramienta para la promoción. Conceptualizó y escribió el guion de 14 películas documentales sobre temas socialmente relevantes como la juventud y el VIH/SIDA, los matrimonios entre jeques, el incesto, la prostitución, el tráfico sexual y los disturbios comunales, entre otros. Entre las películas que ha ayudado a desarrollar y coproducir se encuentran: 
- Mein Aur Meri Sanchaien (Hindi)[39]
- Needalu: una visión privilegiada de la empresa criminal más grande del mundo[40]
- El hombre, su misión (20 minutos, hindi)
- Bhagnagar (10 minutos, hindi)[41]
- Sobre la libertad y el miedo (30 minutos, telugu, inglés)
- La cara sagrada[42]
- Yo y nosotros (23 minutos, inglés)
- Astha: una oda a la vida (25 minutos, inglés)[43]
- Una oportunidad de vivir (25 minutos, inglés)
- Anamika – Los Sin Nombre (28 minutos, telugu, hindi)
- Construyendo Puentes[44]
- Aparajita
- Naa Bangaru Talli (película ganadora de 4 premios nacionales)

El documental de 2005 Anamika – Los Sin Nombre ganó el premio AC en la categoría de "Mejor Película Extranjera", Mejor Edición en el Festival de Cine de Granada y el Premio al Mejor Documental en el Festival Internacional de Cine de Hyderabad. La película de Prajwala, El Rostro Sagrado, de impactante vivacidad, también rompió el silencio sobre los horrores del incesto entre los altos funcionarios de Hyderabad.
En enero de 2013, la Sra. Krishnan, en colaboración con Suntouch Productions, presentó un largometraje bilingüe sobre la trata de personas con fines sexuales titulado Ente en malayalam y Naa Bangaaru Talli en telugu. Naa Bangaru Talli ha ganado 5 premios internacionales en 2013, entre ellos el premio al mejor largometraje en el Festival Trinity International Film de los Estados Unidos y el premio a la excelencia del IFFCRM de Indonesia. Luego ganó 3 premios en la 61.ª edición de los premios nacionales de cine en Nueva Delhi y se proyectó en el 4.º Festival Internacional de Cine de Pekín, 2014.

### Investigaciones y publicaciones.
En 2002, Krishnan y el misionero Jose Vetticatil realizaron una investigación y publicaron un documento titulado The Shattered Innocence (La Inocencia Destrozada) sobre la trata interestatal desde Andhra Pradesh a otros estados, revelando la realidad y la magnitud del crimen junto con un perfil demográfico de las comunidades vulnerables. Tras la presentación de este informe al gobierno, se llevó a cabo una consulta a nivel estatal sobre la necesidad de un enfoque multisectorial para abordar el problema.
Otros libros que ha publicado incluyen:
- Manual del educador sobre tráfico sexual: una guía para crear un espacio de curación para restaurar la dignidad de las víctimas
- De la Desesperación a la Esperanza: un manual para consejeros de VIH/SIDA
- Vivir positivamente: Una serie de 8 guías de recursos para consejeros de VIH sobre atención y apoyo comunitarios
- Manual para los Socios de la Lucha contra la Trata de Personas de Andhra Pradesh: Un Directorio de Recursos Estatales de Proveedores de Servicios

## Amenazas y ataques
Krishnan ha sido agredida físicamente 14 veces y recibe regularmente amenazas de muerte. Dice que una vez una furgoneta embistió deliberadamente su auto rickshaw, pero escapó de una posible lesión grave. Tuvo la suerte de escapar de las heridas cuando le arrojaron ácido una vez. La buena suerte la salvó por tercera vez cuando fue objeto de un intento de envenenamiento. Krishnan dice que estos atentados sólo han reforzado su determinación de continuar su cruzada contra la trata de personas.
En 2012, un activista del RTI dirigió un ataque a uno de los centros de tránsito de Prajwala en Kalapather. Una multitud de jóvenes musulmanes con carteles e impresiones del sitio web de Prajwala escenificaron una dharna frente a su escuela. Los medios de comunicación recogieron la historia, presentando información unilateral, insinuando que Prajwala había estado difamando a las mujeres musulmanas para poder acceder a fondos extranjeros. Cientos de musulmanes fueron a atacar el centro con espadas, cadenas y piedras. Su líder declaró en voz alta que mataría a Krishnan y la "cortaría en pedazos". También amenazó con cerrar todos sus otros centros.

## Premios y honores
Basándose en su valiente e incansable labor como defensora de la lucha contra la trata de personas, la fundadora de Prajwala, Sunitha Krishnan, también ha recibido numerosos elogios y honores: 

### 2016-2018
- El India Times incluyó a Krishnan en la lista de los 11 activistas de los derechos humanos cuya misión de vida es dar a otros una vida digna.[57]
- Premio Padma Shri en el campo del Trabajo Social, 2016.
- Premio inaugural Sri Sathya Sai a la excelencia humana, 2016.
- Premio de Liderazgo Global de Tallberg
- Premio Franco-Alemán de Derechos Humanos y Estado de Derecho
- PRAYUKTI SAMMAAN 2017 por Dainik Prayukti Hindi Daily en el Constitution Club of India, Delhi.[58]

### 2013-2015
- 24.º Premio Conmemorativo de la Fundación Yudhvir, 2015[59]
- Premios Madre Teresa por la Justicia Social, 2014.[60]
- Premio a la innovación CIVICUS, 2014[61]
- Premio Kairali Ananthapuri, Muscat, 2014.[62]
- Premio Gente del Año del Libro de Registros de LIMCA, 2014.[63]
- Premio Mujer de Enjundia, Rotary Club Mumbai, 2014.[64]
- Premio Anita Parekh para el Empoderamiento de la Mujer, Club Rotario de Mumbai, 2013.[65]
- Premio Rotary a la Conciencia Social del Club Rotario de Mumbai, 2013.
- Premio Nacional Amodini Godfrey Phillips, 2013[66]
- Premio Living Legends de la Human Symphony Foundation, 2013.[67]
- Premio Mahila Thilakam, Gobierno de Kerala, 2013.[68]
- Premio Mujer Ejemplar de la DVF, Fundación Dianne Von Furstenberg, 2013.
- Premio a la Mujer Destacada, Comisión Nacional de la Mujer, 2013.

### 2011-2012
- Mujer Akrithi del Año, Rotary Club Coimbatore, 2012.
- Premio Safdar Hashmi del IRDS por los Derechos Humanos, 2012.
- Premio Mujeres en Excelencia, Fundación SHE, 2012.
- Premio al Trabajo Social Sobresaliente, Gobierno de Kerala, 2012.
- Premio Internacional de Liderazgo John Jay College of Criminal Justice, Nueva York, 2011.[69]
- Premio N Joseph Mundaserry por trabajo social excepcional, Catar, 2011.
- Premio Aakruthi a la Mujer del Año, Rotary International, 2011.[70]
- Premio G8 Mujer, Colors TV, 2011.
- Premio a la Persona del Año de Indiavision, Indiavision TV Channel, 2011.[71]
- Premio de Derechos Humanos, Vital Voices Global Partnership, Washington D. C., 2011.[72]
- Premio Garshom Pravasi Vanitha, 2011, Kuwait, 8.º Premio Garshom[73][74][75]

### 2002-2010
- Premio Tejaswini, FICCI, 2010.
- Premio Kelvinator Woman Power, Colors TV, 2010.
- Premio Humanitario Gangadhar, Kerala, 2010.
- Vanitha Mujeres del Año, Publicaciones de Manorama, 2009.[76]
- Tráfico de personas (TIP) Informe Héroes del Departamento de Estado de los Estados Unidos, 2009.
- Premio CNN-IBN Real Hero, Fundación Reliance, 2008.[77]
- Premio Internacional Perdita Huston por los Derechos Humanos, Naciones Unidas de Capital Hill, Washington D. C., 2006.
- Cita del gobernador de Andhra Pradesh por su contribución al empoderamiento de las mujeres, 2004.
- Stree Shakti Puraskar, Gobierno de India, 2003.
- Beca Ashoka, 2002.[2]

El director de cine de Malayalam, Vineeth Sreenivasan, se inspiró en su vida mientras desarrollaba la historia de su última película, Thira .